# 離対気流

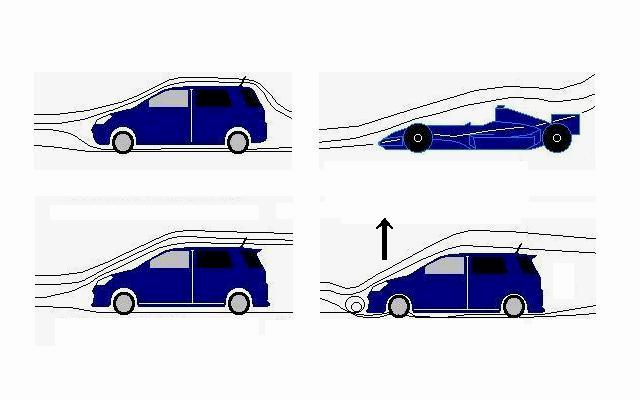
離対気流 イメージ

離対気流（りたいきりゅう）とは、自動車の車体周りの空気の流れに関して、自動車工学の専門家でない人間によって用いられることのある俗説である。
離対気流という言葉は工学的知見に基づかない、定義の明確でない言葉であることに留意する必要がある。

## 解説
インターネット上の解説記事などではおもに以下のように解説されている。
十分な空力整形の伴わない車両（特に不適切なエアロパーツを装着した自動車）で車高調により低重心化したまま高速走行すると、前方に渦を巻く離対気流が発生する場合がある。離対気流が一旦発生すると加圧された気流が狭められている車体下部に次々に入り込み、車体フロント部分に地面効果を発生させ、前輪の接地圧を低下させる。その結果ドライバーは操縦性が悪くなったと感じるようになる。
上記のようにあたかも工学的事実であるかのように解説されることが多いが、論理的、実験的な裏付けのとられたものではないことに注意が必要である。

## 反駁
走行中の車両の前面には空気の流れの滞る点ができる場合があるのは事実だが、それはよどみと呼ばれるものである。また加圧された気流が狭められている車体下部に次々に入り込み、車体フロント部分に地面効果を発生させ、前輪の接地圧を低下させる。という説明も地面効果の発生原理として不正確な物である。
そもそも車体下面の気流が車体に与える影響は前方から流入する空気の量や圧力だけで論ずることができるほど単純なものでもない。